# Десфонтейнес, Николай Петрович
Николай Петрович Десфонтейнес (18 апреля 1899 — ?) — советский инженер-гидростроитель, лауреат Сталинской премии (1950).

## Биография
Сын Петра Эдуардовича дес Фонтейнеса (26.10.1864-13.03.1919). Правнук Абрама Ивановича дес Фонтейнеса.
Окончил факультет водных сообщений МИИТ (1927).
Работал на Волховстрое и Днепрострое.
С 1934 г. начальник гидротехнических работ на строительстве Камской ГЭС (в ноябре 1937 года приказом Народного комиссариата тяжелой промышленности строительство законсервировано).
С января 1938 г. по август 1940 г. —  заместитель главного инженера и помощник директора Нивагэсстроя». С сентября 1941 года — заместитель начальника работ в управлении «Иртышгэсстрой» в городе Усть-Каменогорск, Казахстан. 
С 1950 г. заместитель главного инженера на строительстве Камской ГЭС. С 1955 г. начальник технического отдела управления «Воткинскгэсстроя».
Сталинская премия 1950 года (в составе коллектива) — за разработку проекта и сооружение ГЭС.
Сыновья: Десфонтейнес Лев Николаевич — заслуженный строитель Российской Федерации; главный инженер управления строительства «Воткинскгэсстроя» с 1978 по 1988 г. Михаил Николаевич Десфонтейнес.